# Jean-Claude Fontana
Jean-Claude Fontana (* 30. August 1929 in Freiburg im Üechtland; † 2. Dezember 2020 ebenda) war ein Schweizer Fotograf und Kulturschaffender.

## Leben und Werk
Jean-Claude Fontana erlernte das Fotografiehandwerk autodidaktisch und wurde dabei von seinem Freund und Fotografen Yvan Dalain (1927–2007) praktisch unterstützt. Zudem war er mit dem Schriftsteller und Dichter Jaques Thévoz (1926–2021) befreundet.
Ab 1955 war Fontana als freischaffender Fotograf tätig. Als tragendes Mitglied der Künstlergruppe Groupe Mouvement stellte er zusammen mit den Gründern Emile Angéloz, dem Maler Roger Bohnenblust (1929–1979) und weiteren Künstlern im März 1957 seine Fotografien in der ehemaligen Apotheke am Boulevard de Pérolles Nr. 4 aus.
Ab 1957 war Fontana Mitglied des Schweizerischen Verbands der Künstler und Gewerbetreibenden (l'OEUVRE) und ab 1985 Mitglied der Sektion Freiburg der GSMBA. 1959 eröffnete er die erste permanente Galerie de la Cité in Freiburg.
Fontana befreundete sich um 1950 mit Jo Siffert und begleitete diesen in den 1960er-Jahren auch fotografisch. Rund 90 Fotografien aus der ersten Hälfte der 1960er-Jahre wurden 2016 im Rahmen der Ausstellung ««Ich nannte dich Seppi» (je t’appelais seppi» jo siffert & jean tinguely) in der Kantons- und Universitätsbibliothek Freiburg ausgestellt. Für seine Freunde war und blieb Jo Siffert der «Seppi» aus der Unterstadt. Darunter war auch eine Fotoserie aus den Jahren 1972/1973, die in Jean Tinguelys Domizil in Neyruz entstanden.
Fontana erhielt 1961, 1962 und 1963 ein Eidgenössisches Kunststipendium für Fotografie. Zudem gewann er Fotopreise, u. a. 1962 den Preis für Schwarzweissfotografie in Köln. Seine Fotografien zeigte er in Gruppenausstellungen. Ab 1971 fotografierte Fontana im ungegenständlichen, abstrakt-experimentellen Stil.
1987 eröffnete er mit Unterstützung von Gönnern in Freiburg die Kunstgalerie Espace du Pertuis. Unter seiner Leitung wurden Ausstellungen, Konzerte und Theateraufführungen von rund fünfzig Künstlern präsentiert.
Die Kantons- und Universitätsbibliothek Freiburg bewahrt ca. 25.000 Negative, Dias, Kontaktabzüge und diverse Dokumente von Jean-Claude Fontana.